# Anissa Urtez
Anissa Nicole Urtez Harrison (* 18. Januar 1995 in Long Beach, Kalifornien) ist eine mexikanisch-US-amerikanische Softballspielerin.

## Leben
Urtez Eltern stammen aus Mexiko. Sie hat die mexikanische und US-amerikanische Staatsbürgerschaft. Urtez besuchte die Downey High School in Downey, Kalifornien.
Von 2014 bis 2017 spielte sie im Collegteam Utah und wechselte dann 2017 bis 2018 zur Mannschaft Scrap Yard Dawgs. 2019 spielte Urtez beim Verein Cleveland Comets und ging dann von 2020 bis 2021 zur Mannschaft Athletes Unlimited.
Urtez nahm an den Olympischen Sommerspielen 2020 in Tokio teil. Sie war Teil der mexikanischen Olympiamannschaft im Softball. Urtez ist mit der US-amerikanischen Softballspielerin Amanda Chidester verheiratet.